# 朱珵埏
六合王朱珵埏（16世纪—17世纪），明朝瀋宣王朱恬烄的庶六子，明朝第一代六合王。

## 生平
朱珵埏的祖父即瀋宣王的父亲瀋宪王朱胤栘是以灵川王进封的瀋王，按《宗藩条例》，由郡王進封親王者，除继承人外，诸子无论嫡庶都只能按郡王之子受本等官職，即朱珵埏只能受封镇国将军。万历二十年（1592年），朱珵埏的兄长瀋定王朱珵尧奏称弟弟朱珵塏、朱珵埏是《宗藩條例》以前进封的亲王的子孙，请求进封郡王。神宗念及宗亲，特准。礼部尚书李长春等认为不可准许，輔導官不能諫阻，应该交巡按御史提問，坚持不可封朱珵塏、朱珵埏为王。四月，神宗说特恩不能引以为例，按之前的旨意办理。
万历二十一年（1593年），朱珵尧再请求封朱珵塏、朱珵埏为王，神宗准许。禮部尚书罗万化及禮科給事中張貞觀力爭，称朱珵塏、朱珵埏应该仅仅封为将军，朱珵尧是出于兄弟私爱才坚持让弟弟封郡王。四月，神宗说按之前的旨意办理。
万历二十二年（1594年）三月，神宗因为奖励朱珵尧恭顺，允许封朱珵塏、朱珵埏为郡王，仍给镇国将军的俸禄，引以为例请求封王的按违制处理。同月，为朱珵塏、朱珵埏铸造靈壽王、六合王的麟鈕銀印。同年，朱珵塏、朱珵埏受封為靈壽王、六合王。
万历二十三年（1595年）四月，禮部尚書范謙安排冊封，遣陽武侯薛鉦、修撰翁正春、光祿寺少卿孫瑋、行人王経邦等二十人为正副册封使，選長治縣民女崔氏封為六合王妃。
后来吉宣王朱翊鑾奏请按朱珵塏、朱珵埏分別封為靈壽王及六合王、秦靖王朱敬镕子朱誼𣴖封為崇信王等由小宗入继的亲王的子孙仍可封郡王的事例，早正儿子朱常汶、朱常的名分，及请求改封二人各自的夫人陳氏、周氏為王妃。万历二十四年（1596年）正月，神宗不顾礼部反对，命令朱常汶、朱常准照秦王府的例子改封郡王，他人不得引以為例。二月，禮科給事中楊天民称以前秦、瀋二王府的王子得封郡王已经错了，岂可再错，要防止他人心存侥幸效仿，请求按礼部所请停止封朱常汶、朱常为郡王，神宗不采纳。
朱珵埏不知何年去世，子朱效銮袭封。隆武二年（1646年）八月朱效銮投降清朝时，他的母亲（或即崔王妃）还在世，一同被山西巡抚押解。